# ورق‌بالان کوچک معمولی
ورق‌بالان کوچک معمولی (نام علمی: Sarangesa dasahara) نام یک گونه از سرده سارانگسا است.

## نگارخانه

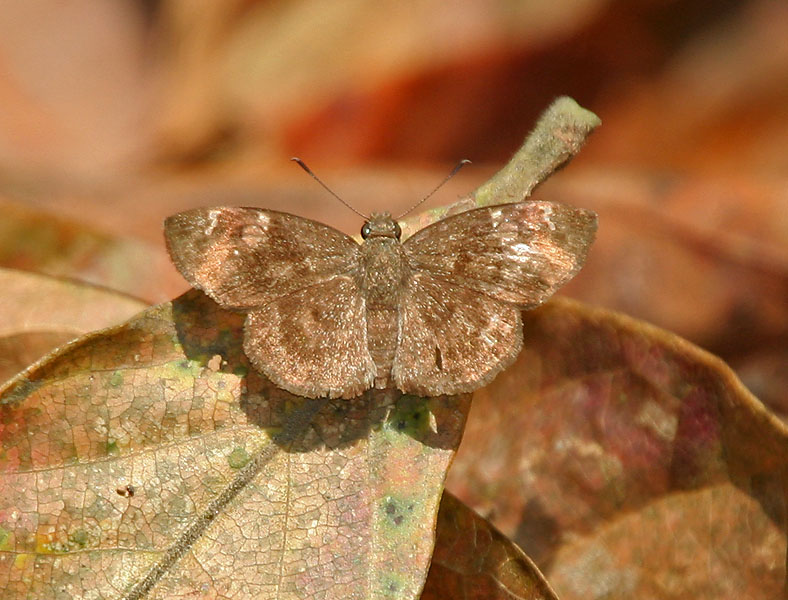